# Trackmania (jogo eletrônico de 2020)
Trackmania é um jogo de corrida desenvolvido pelo estúdio Nadeo e publicado pela Ubisoft. Parte da série de jogos TrackMania, foi lançado em julho de 2020 para o Windows. Trata-se de um remake de TrackMania Nations, sendo gratuito para jogar - embora conteúdos adicionais estejam disponíveis em dois níveis de inscrição pagos. O jogo foi disponibilizado na Steam em janeiro de 2023 e para os consoles PlayStation 4, PlayStation 5, Xbox One, Xbox Series X e Series S em 15 de maio de 2023.

## Jogabilidade
Trackmania é um remake de TrackMania Nations e apresenta uma jogabilidade similar a esse título e outros de sua franquia homônima: dirija o melhor tempo que puder em mapas para ser melhor classificado. Com isso, só há um carro disponível para ser usado, embora se possa modificar sua tintura. O ambiente do jogo é o Stadium, em que o jogador monta pistas de corrida dentro de um amplo estádio através de um editor de mapas. Um editor simplificado está presente na versão gratuita do jogo, com o completo disponível mediante uma inscrição paga. Além das pistas de asfalto, o jogador pode escolher pistas com outras superfícies: terra, gelo, plástico, inclinadas/ onduladas, e plataforma. Este jogo adicionou duas novas superfícies com mecânicas próprias: plástico e gelo. Estas duas texturas são influenciadas pela quantidade de umidade dos pneus do carro, que ficam molhados quando o jogador dirige sobre a água - que também têm mecânicas características.
Uma campanha oficial com 25 mapas ocorre durante todo trimestre e coincide com a estação do ano ocorrendo no Hemisfério Norte, sendo possível marcar tempos pessoais em dada campanha somente enquanto esta ocorre - após seu fim, o placar de recordes será trancado. A campanha oficial e mais 25 mapas permanentes de treino são gratuitos para jogar. Todo dia é apresentada aos jogadores uma nova Pista do Dia (Track of the Day), um mapa oficial para que eles possam correr em busca do melhor tempo. No começo de novembro de 2020, uma competição regular foi implementada no jogo sob o nome de Copa do Dia (Cup of the Day). Nessa competição, que ocorre diariamente e é jogada usando a Pista do Dia, os jogadores têm 15 minutos para correr seu melhor tempo. Depois, cada jogador é atribuído a um nível baseado em sua performance, sendo cada nível composto por até 64 competidores. Agora, o objetivo de cada um desses 64 indivíduos de habilidade similar é se manter na competição e resistir às sucessivas fases de eliminação que ocorrem em seguida - em que os aqueles mais lentos saem da copa.
Em fevereiro de 2021 foi introduzido um sistema de matchmaking ao jogo. Cada partida do sistema apresenta dois times que disputam rodadas em um mapa da campanha oficial escolhido de forma aleatória. Em cada rodada os jogadores de cada equipe devem procurar obter o melhor tempo possível, e vence o round o time cujos jogadores obtiverem as melhores posições. A primeira equipe a vencer 5 rodadas ganha a partida. Quanto mais partidas o jogador ganhar, mais alto ele estará em um ranking que mede sua proficiência no sistema.
Em junho de 2021 o modo de jogo Royal foi adicionado em Trackmania. Nesse modo, formam-se 20 equipes de três jogadores cada e 5 rodadas são disputadas. Em cada rodada, um mapa Royal é jogado, sendo que cada mapa possui 5 estágios de dificuldade progressivos. Os quatro times que tiverem pior performance em cada mapa (aqueles cujos jogadores menos avançarem nos estágios de dificuldade) são eliminados, até que na quinta e última rodada só um time sairá vitorioso. Alguns jornalistas compararam o modo com o jogo Fall Guys devido a sua rapidez, paleta de cores e dinâmica dos blocos moventes.

## Desenvolvimento
No dia 28 de fevereiro de 2020, durante a final da competição Trackmania Grand League, foi anunciado que um novo jogo chamado simplesmente Trackmania seria lançado em maio do mesmo ano. No dia do anúncio, Florent “Hylis” Castelnerac (diretor da Nadeo) disse que o novo jogo procurava se adequar à modernidade, sendo "potente e, mesmo assim, simples", além de ser apropriado para desde jogadores iniciantes até os profissionais. Em decorrência da pandemia de COVID-19, a Ubisoft Nadeo teve que adiar o lançamento do jogo, que só veio a ocorrer em 1 de julho de 2020.
Mesmo após o lançamento, atualizações regulares foram se fazendo presente para corrigir erros e adicionar conteúdos. Em fevereiro de 2021, um sistema de matchmaking foi incorporado ao jogo. Em junho do mesmo ano, o modo Royal foi adicionado, contendo diversos mapas e mecânicas próprias. Junto com tal modo, água interativa, superfície de plástico e itens moventes também foram adicionados. Em setembro de 2022, foi anunciado que Trackmania seria disponibilizado para outras plataformas além do Windows no começo do ano seguinte, o que se concretizou em 15 de maio de 2023.
Devido a dificuldades financeiras, a Ubisoft decidiu liberar alguns de seus jogos para serem vendidos na plataforma Steam. No dia 23 de janeiro de 2023, foi anunciado que Trackmania seria um desses títulos, estando disponível para venda na loja a partir de 2 de fevereiro.

### Edições
Há três edições, chamadas de "acessos" pela Ubisoft, de Trackmania disponíveis. O "Acesso Inicial" pode ser baixado gratuitamente e permite que o jogador corra nos 25 mapas da campanha oficial e nos 25 mapas de treino, utilize um editor de mapa simplificado e crie replays de suas corridas. A segunda edição é chamada "Acesso Padrão", tem mais conteúdo e trata-se de uma inscrição paga que vale por um ano. O "Acesso Padrão" permite que o jogador desfrute da Pista do Dia, Copa do Dia, mapas criados online, e mexa no editor de mapas completo. O "Acesso ao Clube" é a inscrição mais cara e completa, podendo ser adquirida com a duração de um ou três anos, permitindo que o jogador acesse clubes e faça download de eventuais conteúdos neles disponibilizados - inclusive pinturas para o carro.

## Esporte eletrônico

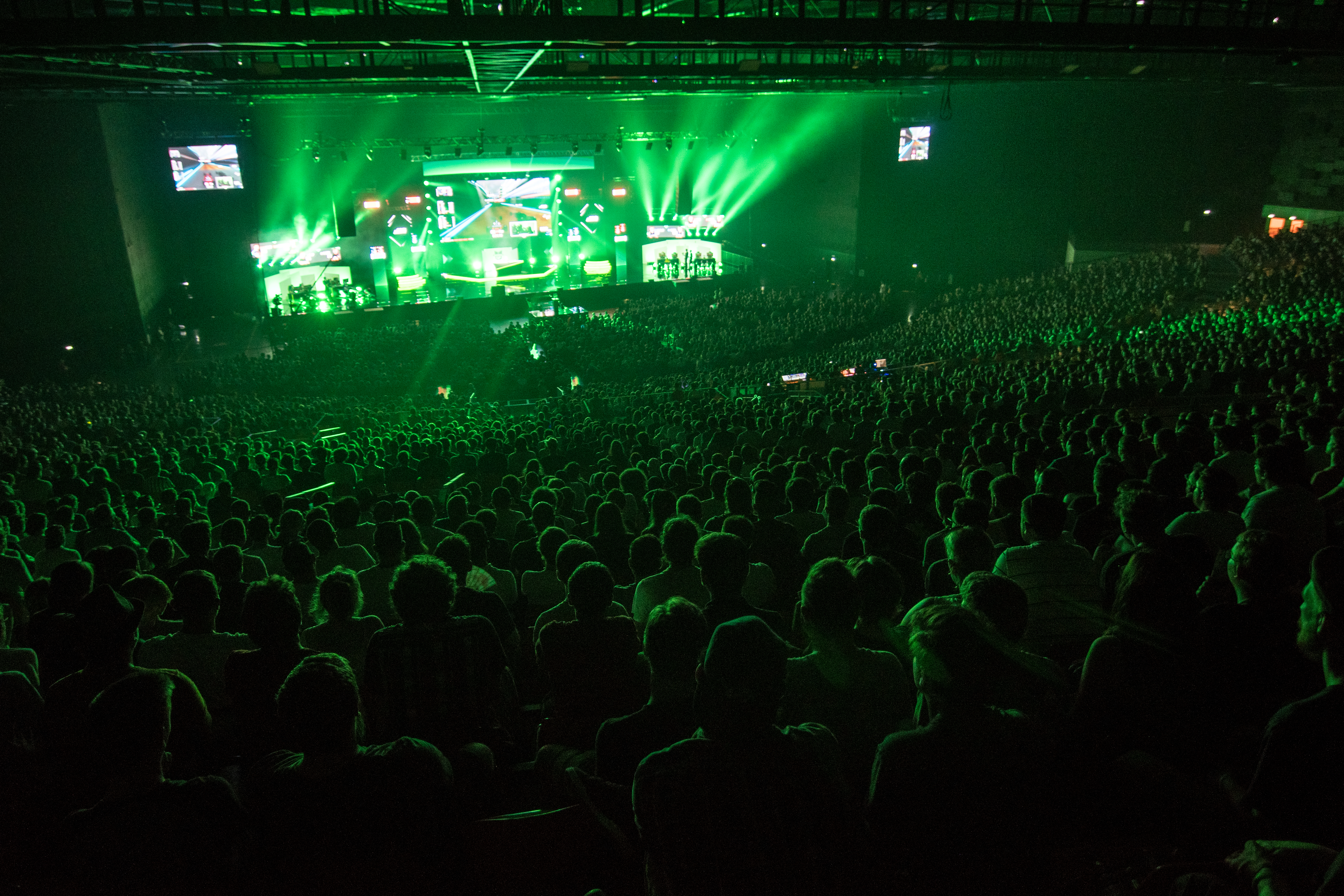
ZrT TrackMania Cup de 2019

O cenário competitivo da franquia TrackMania acontece hoje no mais novo e atualizado jogo da série, sendo que antes de seu lançamento, todas competições ocorriam no antigo TrackMania 2: Stadium. Desde 2013, o produtor de conteúdo digital francês ZeratoR realiza a ZrT TrackMania Cup, mais famosa competição eletrônica da franquia. Em 2020, sua oitava edição foi realizada em Trackmania e foi marcada pelo uso dos novos blocos e texturas (sobretudo o gelo) disponíveis no jogo. Na sua décima edição, realizada em 2022, cerca de 15 mil pessoas acompanharam presencialmente a competição.
Oficialmente, o estúdio Nadeo e a Ubisoft realizam 3 divisões competitivas em Trackmania. A terceira divisão é conhecida como Trackmania Grand League: Open, a segunda como Trackmania Grand League: Challenger e a primeira simplesmente como Trackmania Grand League. Para além dessas três divisões, também houve em 2022 o Trackmania Grand League: World Cup, cuja semi-final e final foram realizadas presencialmente em um local dentro do Stade de France. Em outubro de 2022, a Ubisoft Nadeo anunciou que o cenário oficial de esporte eletrônico do jogo será totalmente revisado e que outras regiões do mundo serão melhor exploradas, rompendo com o paradigma de que Trackmania é um jogo exclusivamente para ser disputado na Europa. Campeonatos amadores já ocorrem em outros continentes, mas copas oficiais serão montadas e servirão como escada para que os jogadores acedam a competições superiores.